# Harald Sturm

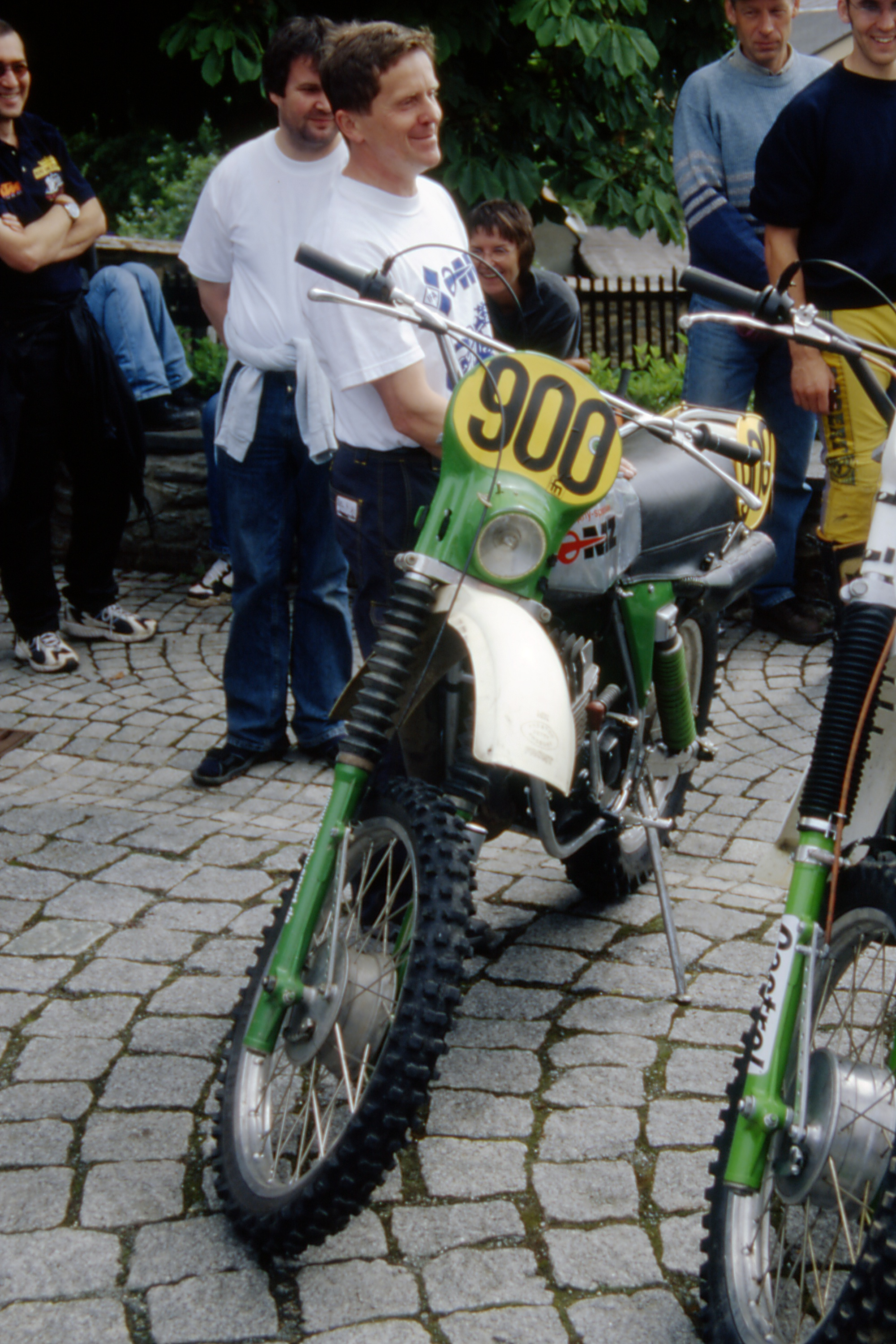
Harald Sturm beim Oldtimer-Enduro „Rund um Zschopau“ Juni 2004 …

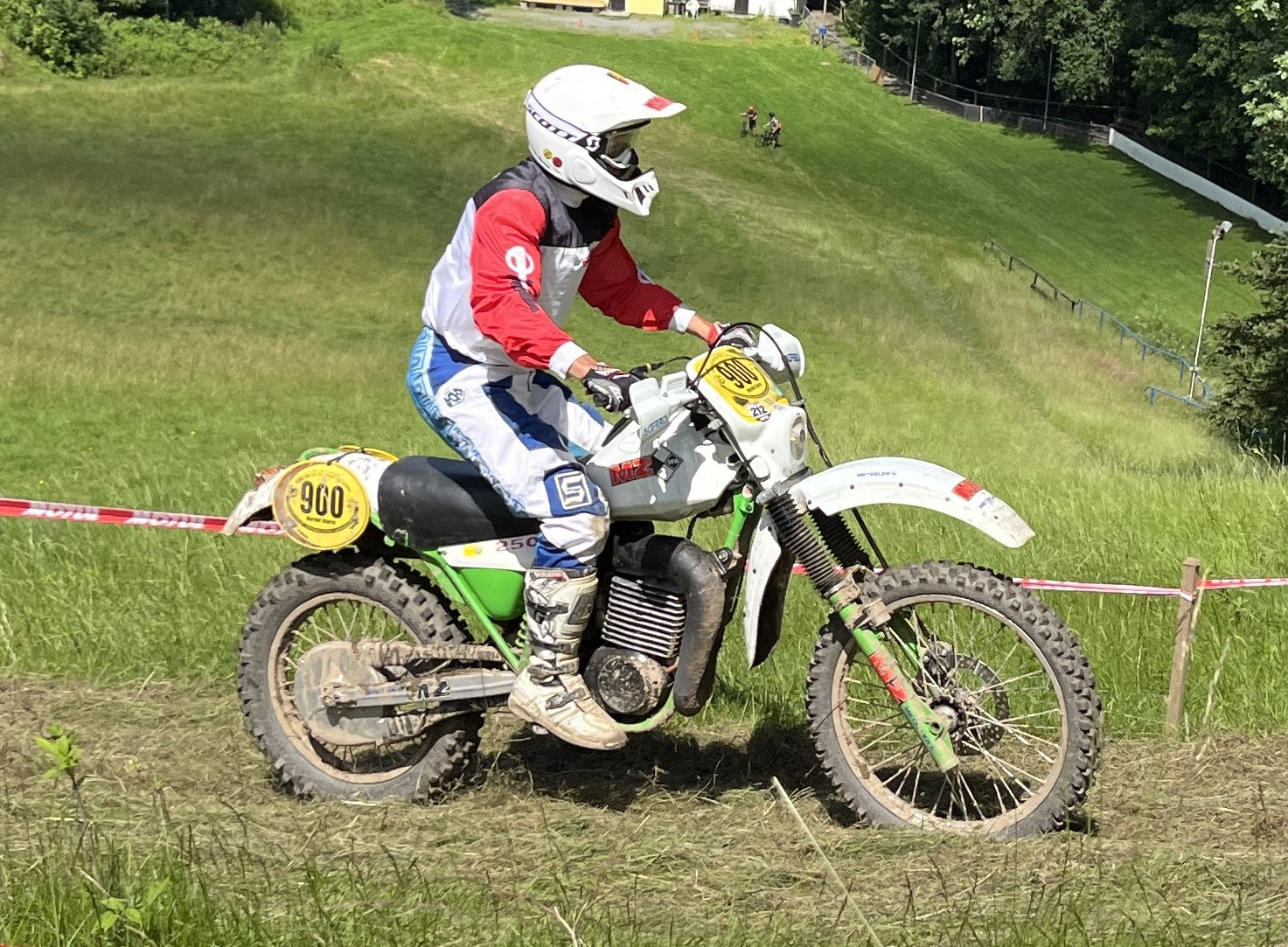
… sowie in Aktion bei „Rund um die MZ-Stadt Zschopau“
im Juni 2024.

Harald Sturm (* 20. Januar 1956 in Witzschdorf) ist ein ehemaliger Endurosportler. Er war unter anderem viermaliger Europameister (a)  und gehörte zur siegreichen Six-Days-Trophy-Mannschaft von 1987.

## Leben
Harald Sturm begann seine aktive Laufbahn 1974. Im gleichen Jahr wurde er DDR-Juniorenmeister in der damaligen 250 cm³-Ausweisklasse. Deshalb folgte schon ein Jahr später die Berufung in die Werksmannschaft von MZ und die Teilnahme an Europameisterschaftsläufen. Im gleichen Jahr nahm er bei den Six Days als Einzelstarter teil und wurde DDR-Vizemeister. Als Mitglied des Six-Days-Trophy-Teams wurde er 1976 Dritter und 1977 und 1978 jeweils Zweiter. Den DDR-Meistertitel errang er erstmals 1978, was er 1980, 1981 und 1985 wiederholte. Bei den Europameisterschaften wurde er 1979 bis 1981 Zweiter und 1982 Dritter. In den Jahren 1983 bis 1986 wurde er Enduro-Europameister in der 250 cm³-Klasse. 1987 war er Mitglied der siegreichen DDR-Six-Days-Trophy-Mannschaft.
1990 wechselte er von MZ zu KTM. Bis 1995 fuhr er noch nationale Meisterschaftsläufe, widmete sich danach nur noch dem Betrieb seines Zweiradgeschäftes in Zschopau.
1999 gründete Sturm ein  Endurosportteam und fungiert seitdem als dessen Teamchef.

## Erfolge
- 1975–1990 an Welt- und Europameisterschaften teilgenommen
  - Europameisterschaft

4-mal Europameister
3-mal Zweiter
1-mal Dritter
- 17-mal Teilnahme an den Six Days

1-mal Weltmeister
2-mal Zweiter
3-mal Dritter
1-mal Fabrikmannschaftssieger
- DDR-Meisterschaften

4-mal DDR-Meister
5-mal Zweiter
5-mal Dritter
- Pokal für Frieden und Freundschaft – bis 1989.

4-mal Meister